# Cris
Cristiano Marques Gomes, noto come Cris (Guarulhos, 3 giugno 1977), è un allenatore di calcio ed ex calciatore brasiliano, di ruolo difensore.
Nel 2008 ha ottenuto la cittadinanza portoghese.

## Carriera

### Club

#### Inizi
Dopo aver militato per tre anni a San Paolo tra le file del Corinthians (1995-1998) viene ceduto al Cruzeiro. Con la nuova squadra si guadagna la prima convocazione in Nazionale giocando il 4 aprile 1999 contro gli Stati Uniti (partita vinta per 7-0 dal Brasile). Nel 2000 la rivista brasiliana Placar lo ha nominato miglior giocatore nel suo ruolo nel Brasileirão.
Nel 2000 approda in Europa per la prima volta, venendo ceduto al Bayer Leverkusen. L'anno seguente torna nel suo paese natale riaggregandosi al Cruzeiro vincendo il Brasileirão.

#### Olympique Lione
Nell'agosto 2002 lascia nuovamente il Brasile venendo ceduto all'Olympique Lione per 3,5 milioni di euro.
Dopo alcune partite Cris si è imposto al centro della difesa del Lione. La sua prima stagione in Ligue 1 vede il suo club affermarsi campione e Cris viene inserito nell'UNFP Ligue 1 Team of the Year. Dopo la seconda stagione viene anche incoronato "etoile d'or" (stella d'oro) dalla rivista France Football. La rivista L'Équipe lo incorona miglior difensore della stagione 2005-2006 e viene ancora una volta votato dai suoi colleghi per la squadra dell'anno della Ligue 1. Dall'annata 2007-2008 è il capitano del club.

#### Galatasaray e Grêmio
Il 3 settembre 2012, dopo otto anni con il club francese, viene ceduto gratuitamente ai turchi del Galatasaray. Segna il suo primo gol con la maglia del club turco il 28 ottobre 2012 nella vittoria casalinga per 3-0 contro il Kayserispor. Il 2 gennaio 2013, dopo tre mesi dal suo arrivo al Galatasaray, rescinde il suo contratto con la società.
Il giorno seguente viene ingaggiato dal Grêmio.

### Nazionale
Ha totalizzato 17 presenze con la Nazionale brasiliana, la prima delle quali nel luglio 2001. Ha fatto anche parte della spedizione che ha vinto per la settima volta la Copa América 2004. Il 15 maggio 2006 Carlos Alberto Parreira lo ha convocato per la Coppa del mondo 2006. Il 13 novembre 2009 viene convocato per le amichevoli del 14 novembre contro l'Inghilterra e del 18 novembre contro l'Oman, nonostante la sua ultima apparizione risalga al 1º marzo 2006.

## Statistiche

### Cronologia presenze e reti in nazionale
| Cronologia completa delle presenze e delle reti in nazionale ― Brasile | Cronologia completa delle presenze e delle reti in nazionale ― Brasile | Cronologia completa delle presenze e delle reti in nazionale ― Brasile | Cronologia completa delle presenze e delle reti in nazionale ― Brasile | Cronologia completa delle presenze e delle reti in nazionale ― Brasile | Cronologia completa delle presenze e delle reti in nazionale ― Brasile | Cronologia completa delle presenze e delle reti in nazionale ― Brasile | Cronologia completa delle presenze e delle reti in nazionale ― Brasile |
| Data                                                                   | Città                                                                  | In casa                                                                | Risultato                                                              | Ospiti                                                                 | Competizione                                                           | Reti                                                                   | Note                                                                   |
| ---------------------------------------------------------------------- | ---------------------------------------------------------------------- | ---------------------------------------------------------------------- | ---------------------------------------------------------------------- | ---------------------------------------------------------------------- | ---------------------------------------------------------------------- | ---------------------------------------------------------------------- | ---------------------------------------------------------------------- |
| 1-7-2001                                                               | Montevideo                                                             | Uruguay                                                                | 1 – 0                                                                  | Brasile                                                                | Qual. Mondiali 2002                                                    | -                                                                      |                                                                        |
| 12-7-2001                                                              | Cali                                                                   | Messico                                                                | 1 – 0                                                                  | Brasile                                                                | Coppa America 2001 - 1º turno                                          | -                                                                      |                                                                        |
| 15-7-2001                                                              | Cali                                                                   | Brasile                                                                | 2 – 0                                                                  | Perù                                                                   | Coppa America 2001 - 1º turno                                          | -                                                                      |                                                                        |
| 18-7-2001                                                              | Cali                                                                   | Brasile                                                                | 3 – 1                                                                  | Paraguay                                                               | Coppa America 2001 - 1º turno                                          | -                                                                      |                                                                        |
| 23-7-2001                                                              | Manizales                                                              | Honduras                                                               | 2 – 0                                                                  | Brasile                                                                | Coppa America 2001 - Quarti di finale                                  | -                                                                      |                                                                        |
| 9-8-2001                                                               | Curitiba                                                               | Brasile                                                                | 5 – 0                                                                  | Panama                                                                 | Amichevole                                                             | -                                                                      |                                                                        |
| 15-8-2001                                                              | Porto Alegre                                                           | Brasile                                                                | 2 – 0                                                                  | Paraguay                                                               | Qual. Mondiali 2002                                                    | -                                                                      |                                                                        |
| 5-9-2001                                                               | Buenos Aires                                                           | Argentina                                                              | 2 – 1                                                                  | Brasile                                                                | Qual. Mondiali 2002                                                    | -                                                                      | [ 4 ]                                                                  |
| 31-1-2002                                                              | Goiânia                                                                | Brasile                                                                | 6 – 0                                                                  | Bolivia                                                                | Amichevole                                                             | 1                                                                      |                                                                        |
| 6-2-2002                                                               | Riyad                                                                  | Arabia Saudita                                                         | 0 – 1                                                                  | Brasile                                                                | Amichevole                                                             | -                                                                      | 58’                                                                    |
| 7-3-2002                                                               | Cuiabá                                                                 | Brasile                                                                | 6 – 1                                                                  | Islanda                                                                | Amichevole                                                             | -                                                                      | 46’                                                                    |
| 20-5-2004                                                              | Saint-Denis                                                            | Francia                                                                | 0 – 0                                                                  | Brasile                                                                | Amichevole                                                             | -                                                                      |                                                                        |
| 14-7-2004                                                              | Arequipa                                                               | Brasile                                                                | 1 – 2                                                                  | Paraguay                                                               | Coppa America 2004 - 1º turno                                          | -                                                                      |                                                                        |
| 25-7-2004                                                              | Lima                                                                   | Argentina                                                              | 2 – 2 dts (2 – 4 dtr)                                                  | Brasile                                                                | Coppa America 2004 - Finale                                            | -                                                                      | 81’                                                                    |
| 18-8-2004                                                              | Port-au-Prince                                                         | Haiti                                                                  | 0 – 6                                                                  | Brasile                                                                | Amichevole                                                             | -                                                                      | 46’                                                                    |
| 1-3-2006                                                               | Mosca                                                                  | Russia                                                                 | 0 – 1                                                                  | Brasile                                                                | Amichevole                                                             | -                                                                      | 46’                                                                    |
| 17-11-2009                                                             | Mascate                                                                | Oman                                                                   | 0 – 2                                                                  | Brasile                                                                | Amichevole                                                             | -                                                                      | 68’                                                                    |
| Totale                                                                 |                                                                        | Presenze                                                               | 17                                                                     |                                                                        | Reti                                                                   | 1                                                                      |                                                                        |

## Palmarès

### Giocatore

#### Club

##### Competizioni statali
- Campionato paulista: 3

Corinthians: 1995, 1997, 1999

##### Competizioni nazionali
- Campionato brasiliano: 2

Corinthians: 1998
Cruzeiro: 2003
- Coppa del Brasile: 2

Corinthians: 1995
Cruzeiro: 2000
- Campionato francese: 4

Lione: 2004-2005, 2005-2006, 2006-2007, 2007-2008
- Supercoppa francese: 3

Lione: 2005, 2007, 2012
- Coppa di Francia: 2

Lione: 2007-2008, 2011-2012

##### Competizioni internazionali
- Recopa Sudamericana: 1

Cruzeiro: 1998

#### Nazionale
- Coppa America: 1

2004